# Сенді Рінальдо
Сандра Брайкс «Сенді» Рінальдо (англ. Sandra Brycks "Sandie" Rinaldo; нар. 16 січня 1950 р.) — канадська тележурналіст і ведуча новин «CTV News».

## Біографія
Сандра Рінальдо народилася в Торонто, і вперше її побачили на телебаченні як танцівницю в середині 1960-х років в молодіжних серіалах CBC Television, таких як «Where It's At». У 1973 році Рінальдо закінчила вивчення образотворчих мистецтв в університеті Йорк з відзнакою бакалавра мистецтв.

## Кар'єра
Через тиждень після закінчення навчання Рінальдо приєдналася до відділу новин телевізійної мережі CTV, спочатку працювала молодшим секретарем Дональда Кемерона, директора новин. Пізніше вона перейшла до менеджера виробництв, а потім до досліджувача для «W5», а також до репортера для «CTV National News» та «Canada AM». Сандра стала ведучою новин для «Canada AM» в 1980 році, що зробило її першою жінкою в Канаді, яка займала штатну посаду як національна ведуча новин. Сенді Рінальдо найбільш відома тим, що зневажливо поставилася до Боба Марлі, у якого вона брала інтерв'ю, коли він відвідував Канаду на гастролях. У 1985 році вона стала ведучою «CTV National News».
З моменту відставки Ллойда Робертсона в 2011 році, Рінальдо була заміною ведучого, до появи наступниці Робертсона, Лізи ЛаФламм, у головному вітчизняному випуску новин. З 2009 року вона веде програму «CTV News Channel». Станом на 2010 рік вона також є співавтором «W5» та репортером.

## Особисте життя
Була одружена з Майклом Рінальдо(р. 1945–2005), аж до його смерті, має трьох дочок.

## Нагороди
Список нагород Рінальдо:
- Премія випускників Брайдена, Йоркський університет (2005)

- Премія RTNDA за Кращий Випуск (1999)

- Всесвітня медаль Міжнародного кіно-телевізійного фестивалю, Нью-Йорк (1997)

- Сертифікат фіналіста на кращу ведучу новин, Міжнародний фестиваль кіно і телебачення, Нью-Йорк (1991)

- Срібна медаль за найкраще висвітлення поточної історії новин, Міжнародний фестиваль кіно і телебачення, Нью-Йорк (1991)

- Срібна медаль, найкраще висвітлення поточної історії новин, Міжнародний фестиваль кіно і телебачення, Нью-Йорк (1991)

- Бронзова медаль, найкраща ведуча новин, Міжнародний кіно-телевізійний фестиваль, Нью-Йорк (1990)

- Срібна медаль, найкращий аналіз єдиної історії новин, Міжнародний кінофестиваль у Х'юстоні (1990)

- Американська премія кіно та відео за «Пологи навиворіт» (1990)